# MetLife Building
MetLife Building (wcześniej Pan Am Building) – wieżowiec w Nowym Jorku, w dzielnicy Midtown Manhattan w USA. Budynek ma 246,6 metrów wysokości i posiada 58 kondygnacji. Powierzchnia całkowita wszystkich pomieszczeń wynosi 292 000 m². Obecnie budynek jest dwunastym co do wysokości budynkiem w mieście.

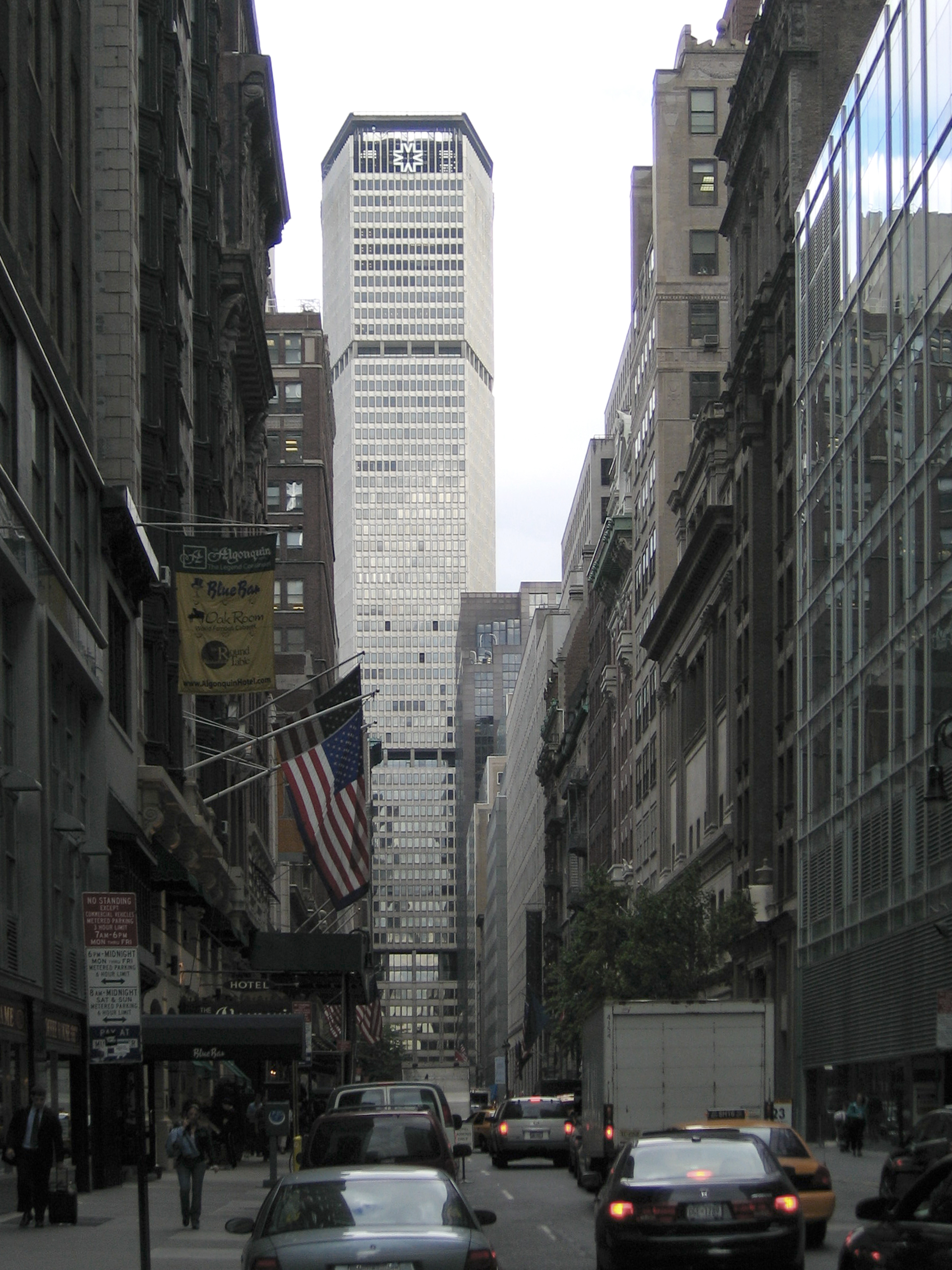
Widok z boku

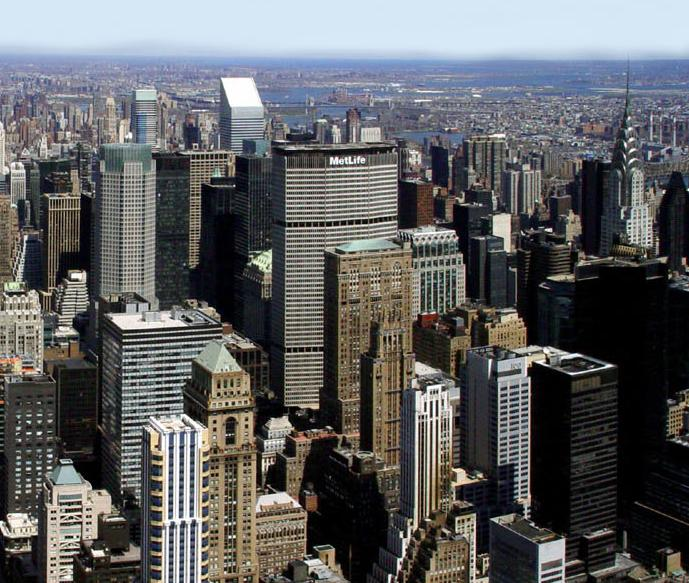
MetLife Building z Empire State Building

## Historia
Budynek powstawał w latach 1958–1963, otworzono go 7 marca 1963 roku. Jego właścicielem była firma Pan American, która miała tutaj swoje główne biuro oraz lądowisko dla helikopterów, które przewoziły zamożnych pasażerów z głównej siedziby w centrum Manhattanu na lotnisko JFK. Podróż trwała od 8 do 10 minut. Lotów helikopterowych zaprzestano w roku 1977 po wypadku Sikorsky S-61l (oderwane skrzydło helikoptera wpadło na pasażerów oczekujących na wejście na pokład, 3 mężczyzn zginęło na miejscu, 1 osoba w szpitalu, wśród ofiar był reżyser Michael Findlay).
Firma PanAm była właścicielem budynku przez wiele lat, na najwyższych piętrach budynku ze strony północnej i południowej widniało wielkie logo firmy, które zostało zamontowane tuż przed wprowadzeniem prawa zakazującego zamieszczanie logo firm na wieżowcach. W roku 1981 firma MetLife odkupiła dużą część budynku od PanAm. W roku 1991 PanAm przeniosło swoje biura do Miami (krótko po tym firma ogłosiła upadłość) a MetLife przejęło resztę budynku. W czwartek 3 września 1992, MetLife ogłosił, że usunie logo PanAm z budynku zastępując je znakiem swojej firmy. Nowojorczycy nie byli dobrze nastawieni do tej zmiany, ponieważ firma Pan American była przez wiele lat czołową linią lotniczą USA i mimo tego, że budynek został sprzedany MetLife w ich świadomości wciąż pozostawał znakiem jednej z najważniejszych firm w historii Stanów Zjednoczonych. W 2005 roku MetLife sprzedał budynek za 1,72 miliarda dolarów firmie Tishman Speyer.

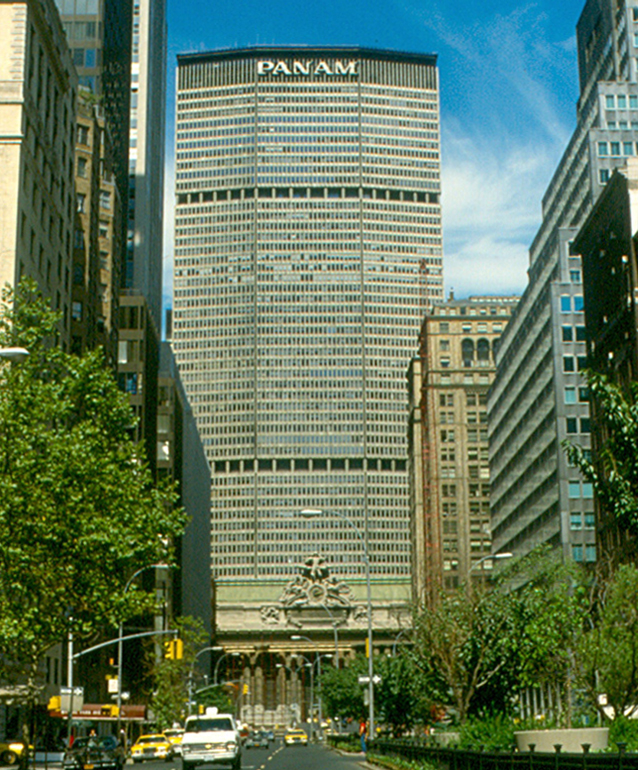
MetLife Building w latach 1980.

## Architektura budynku

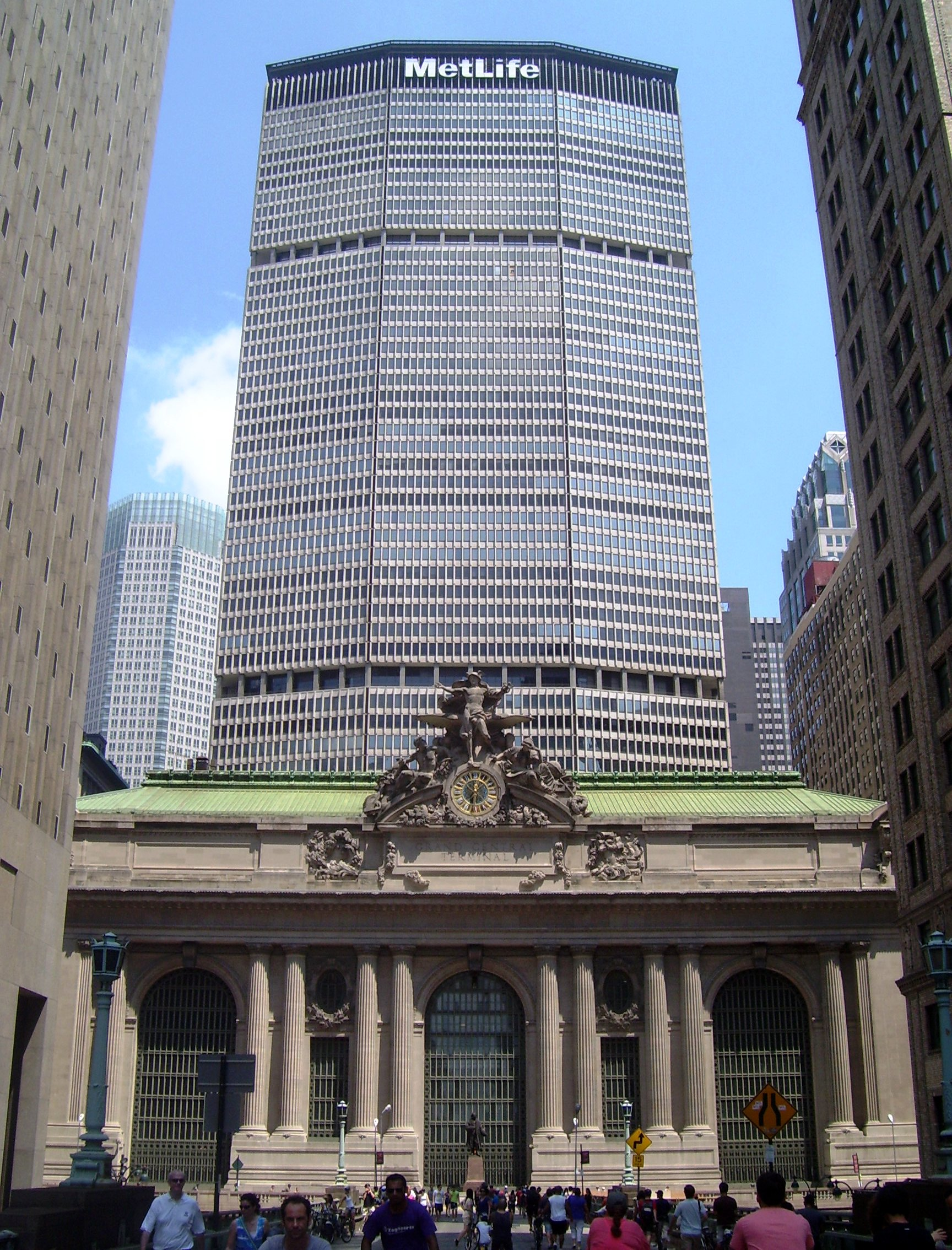
Widok na budynek z Parku Avenue

Budynek ten został zaprojektowany przez Emery Roth & Sons przy pomocy Waltera Gropiusa i Pietra Belluschiego. Jest on budowlą typowo komercyjną, która nie podlega kryteriom żadnego z typów architektury. Nie był on mile przyjęty na Manhattanie, ponieważ wprowadzał wrażenie nieładu w bardzo bliskim sąsiedztwie klasycznego dworca kolejowego Grand Central Terminal z 1913 roku. Jego historia potoczyła się podobnie do historii Wieży Eiffla, która początkowo była zimno przyjęta, lecz z czasem stała się nieodłączną częścią stolicy Francji.
Wielu z najbardziej cenionych architektów XX wieku pogratulowało autorom MetLife Building, uznając że budynek ten jest subtelny i niepowtarzalny. Budynek jest bardzo podobny do Wieży Pirelli w Mediolanie oraz do londyńskiego Portland House Tower.

## MetLife building w popkulturze
Dawny Pan Am building można zobaczyć w wielu filmach i serialach.
- w serialu Pan Am (budynek występuje we wstępie, jeszcze ze starym logo),
- w serialu „W garniturach”,
- w serialu „Przyjaciele”,
- w filmie „Do diabła z miłością” (również ze starym znakiem firmy PanAm),
- w filmie „Blef Coogana” z 1968r (również ze starym logo PanAm),
- w filmie i serialu „Seks w wielkim mieście”,
- w filmie „Charlie i fabryka czekolady”,
- w filmie „Transformers: Zemsta upadłych”,
- w filmach i serialach z udziałem Superman’a,
- w filmie „Godzilla”,
- w filmie „Szczęśliwego Nowego Jorku”,
- w filmie „Francuski łącznik” z 1971r (także ze starym logo firmy PanAm)